# MARPOL 73/78
MARPOL 73/78 (officielt: International Convention for the Prevention of Pollution From Ships, 1973 as modified by the Protocol of 1978) er er en international traktat med tilhørende protokol, hvis formål er at begrænse forurening af havene, herunder med dumping af olie og affald. Danmark har tiltrådt traktaten og har oprindeligt indarbejdet den i den danske lovgivning med Bekendtgørelse for skibsforurening[kilde mangler] der trådte i kraft den 2. oktober 1983.
Den første MARPOL protokol blev udarbejdet og underskrevet den 17. februar 1973, men blev ikke ratificeret af et tilstrækkeligt antal stater. Den nuværende protokol er en kombination af to udkast fra henholdsvis 1973 og 1978, og er gennem årene blevet modificeret med flere tillæg.
Protokollen er i dag ratificeret af 119 lande.
Selve MAPROL konventionen indeholder en række grundlæggende bestemmelser om blandt definitioner, effektiv håndhævelse af overtrædelser, certificering og undersøgelse skibe, samt forholdet til Havretskonventionen (UNCLOS) og folkeretten generelt.
Derudover indeholdt konventionen fra starten af fem bilag (annex’er), der opstiller specifikke krav til skibe i forhold til beskyttelse af miljøet, særligt havmiljøet. Det var dog kun de første to annex’er i konventionen der trådte i kraft sammen med selve konventionen i 1983, hvor de tre øvrige annex’er var ”operational annexes” som de deltagende starter kunne vælge ikke at tilgå.  
Det obligatoriske Annex I søger at forebygge olieforurening ved at stille krav til blandt andet indretning, certificering og udstyr af skibe der transporter olie ligesom Annex II stiller lignende krav til skibe der transporterer ”skadelige flydende stoffer i bulk”.
De tre ”operational annexes” er imidlertid sidenhen blev gjort bindende for de deltagende stater ved at træde i kraft på forskellige tidspunkter.
Den 1. juli 1992 trådte MARPOL konventionens Annex III i kraft, hvor forurening fra skibes transport af skadelige stoffer transporteret i pakket (emballeret) form, søges forebygget.
Den 27. september 2003 trådte konventionen Annex IV i kraft, hvor forurening fra skibe som følge af udledning af spildevand, søges forebygget.
Den 31. december 1988 trådte konventionens Annex V i kraft, hvor forurening fra skibe der måtte opstå som følge udledning (dumping) af affald, søges forebygget.

MARPOL Annex VI – Nyt globalt svovlkrav
I 1991 vedtog MO Resolution A.719(17) om “Prevention of Air Pollution from Ships”, der skulle danne grundlaget for et nyt annex (Annex VI) til MARPOL konventionen. Dette annex skulle regulere udledningen af de forureningskilder (skadelige stoffer og partikler) som skibe leder ud i luften som led skibes almindelige drift når brændstof (olie) forbrændes. Det var blandt andet udledningen af svovl, kvælstof, og forsætlig udledning af ozonnedbrydende stoffer man søgte at nedbringe.
Annex VI til MARPOL konventionen, der bærer samme titel som den resolution den bygger på fra 1991, blev vedtaget som en protokol til konventionen i 1997 og trådte i kraft den 19. maj 2005.
I 2011 blev der ved resolution MEPC.203(62) vedtaget, at Annexet tillige skulle indeholde en regulering af skibes udledning af kuldioxid.  
Det har været diskuteret i hvilket omfang Havretskonventionen tillader effektiv håndhævelsen af MARPOL VI, i særdeleshed på det åbne hav.
MARPOL Annex VI er i dansk ret blevet implementeret i Bekendtgørelse nr. 640 af 12/06/2014 om svovlindholdet i faste og flydende brændstoffer (”Svovlbekendtgørelsen”).
1. ↑  "Arkiveret kopi". Arkiveret fra originalen 4. oktober 2019. Hentet 4. oktober 2019.
2. ↑  Jesper Jarl Fanø (2019). Enforcing International Maritime Legislation on Air Pollution through UNCLOS. Hart Publishing.
3. ↑  Retsinformation